# Saliunca
Saliunca es un género de mariposas de la familia Zygaenidae. Se encuentran en África.

## Especies
- Saliunca aenescens Hampson, 1919
- Saliunca aitcha  Ambille, 1892
- Saliunca analoga  Alberti, 1957
- Saliunca anhyalina  Alberti, 1957
- Saliunca aurifrons  Walker, 1864
- Saliunca chalconota  Hampson, 1919
- Saliunca cyanea  Hampson, 1919
- Saliunca cyanothorax  Hamspon, 1919
- Saliunca ealaensis  Alberti, 1957
- Saliunca egeria  Bethune-Baker, 1913
- Saliunca flavifrons  Plötz, 1880
- Saliunca flavifrontis Bryk, 1936[3][4]
- Saliunca fulviceps  Hampson, 1919
- Saliunca ignicincta  Joannis, 1912
- Saliunca kamilila  Bethune-Baker, 1911
- Saliunca latipennis  Strand, 1912
- Saliunca meruana  Aurivillius, 1910
- Saliunca metacyanea  Hampson, 1919
- Saliunca mimetica  Jordan, 1907
- Saliunca nkolentangensis  Strand, 1912
- Saliunca orphnina  Hering, 1931
- Saliunca pallida  Alberti, 1957
- Saliunca rubriventris  Holland, 1920
- Saliunca rufidorsis  Plötz, 1880
- Saliunca sapphirina  Hampson, 1919
- Saliunca solora  Plötz, 1880
- Saliunca styx  Fabricius, 1775
- Saliunca tessmanni  Alberti, 1957
- Saliunca thoracica  Walker, 1856
- Saliunca triguttata  Aurivillius, 1925
- Saliunca ugandana  Jordan, 1908
- Saliunca ventralis  Jordan, 1907
- Saliunca vidua  Rebel, 1914